# Institut für Mathematische Wirtschaftsforschung
Das Institut für Mathematische Wirtschaftsforschung (IMW) ist eine zentrale wissenschaftliche Einrichtung der Universität Bielefeld. Die Gründung erfolgte am 10. November 1970 als dritte wissenschaftliche Einrichtung der Universität Bielefeld; bis zur Fertigstellung des Bielefelder Universitätshauptgebäudes war das Institut im Schloss Rheda beherbergt. Im Jahr 2013 umfasst das hauptamtliche wissenschaftliche Personal des IMW sieben Hochschullehrer, sechs promovierte wissenschaftliche Mitarbeiter und mehr als zwanzig Doktoranden; hinzu kommen drei assoziierte Professoren und zwei Emeriti. Hauptarbeitsgebiete sind Spieltheorie, Allgemeine Gleichgewichtstheorie, Operations Research und entscheidungstheoretisch fundierte Finanzmathematik.
Zu den bekannten Persönlichkeiten, die am IMW gelehrt und geforscht haben, zählt der frühere Institutsdirektor Reinhard Selten, der im Jahre 1994 für seine (zum großen Teil während seiner Bielefelder Zeit entstandenen) Arbeiten zur Spieltheorie als bisher einziger deutschsprachiger Ökonom mit dem Nobelpreis für Wirtschaftswissenschaften ausgezeichnet wurde. So wurde zum Beispiel der Ansatz des Trembling-hand-perfekten Gleichgewichts während der Zeit am Institut veröffentlicht.  Der US-amerikanische Ökonom Roger B. Myerson verbrachte einen einjährigen Forschungsaufenthalt in Bielefeld (am Zentrum für interdisziplinäre Forschung und am IMW), wo er eine grundlegende Arbeit zur Theorie des Auktionsdesign schrieb, für deren Entwicklung er 2007 gemeinsam mit Leonid Hurwicz (Ehrendoktor der Fakultät für Wirtschaftswissenschaften der Universität Bielefeld) und Eric Maskin den Nobelpreis für Wirtschaftswissenschaften erhielt.
Seit 2009 ist der Wirtschaftsmathematiker Frank Riedel Geschäftsführender Direktor des IMW.

## Forschungsleistung
Die Forschungsleistung der Mitglieder des IMW ist durch zahlreiche vielzitierte Veröffentlichungen in bedeutenden internationalen Fachzeitschriften aus Volkswirtschaftslehre und Mathematik belegt. Hinzu kommen referierte Publikationen auf angrenzenden Gebieten wie etwa Statistik, Theoretische Biologie oder Theoretische Philosophie.
Mitglieder des Instituts arbeiten ehrenamtlich in den Herausgebergremien von zehn Fachzeitschriften, darunter das Journal of Mathematical Economics (Mitherausgeber: Frank Riedel und Walter Trockel), Economic Theory (Mitherausgeber: Frank Riedel) und das Journal of Economic Dynamics and Control (Mitherausgeber: Herbert Dawid). Als Auszeichnung für sein wirtschaftstheoretisches Lebenswerk wurde Walter Trockel 2011 von der Society for the Advancement of Economic Theory in den Kreis der führenden Wirtschaftstheoretiker weltweit, der Economic Theory Fellows, aufgenommen.
Zu den Forschungsaktivitäten des IMW zählt seit den frühen 1970er Jahren die Herausgabe einer institutseigenen Reihe von Diskussionspapieren. Diese gehört nach allen gängigen bibliometrischen Kennzahlen zu der bedeutenderen Hälfte internationaler ökonomischer Publikationsorgane (definiert als wirtschaftswissenschaftliche Diskussionspapierreihen, Handbücher, Fachbuchreihen und Fachzeitschriften).

## Doktorandenausbildung
Bereits 1991 erreichte das IMW die Bewilligung eines Graduiertenkollegs zur Wirtschaftsmathematik durch die Deutsche Forschungsgemeinschaft. Gegenwärtig ist das IMW an den Internationalen Graduiertenkollegs Economic Behavior and Interaction Models (mit der Université Paris 1 Panthéon-Sorbonne) und Stochastics and Real World Models (mit der Chinesischen Akademie der Wissenschaften) sowie am European Doctorate in Economics — Erasmus Mundus (EDE-EM) beteiligt. Hinzu kommt die Beteiligung an der vom Deutschen Akademischen Austauschdienst geförderten Bielefeld Graduate School in Theoretical Sciences. Mehrere heutige Professoren für Wirtschaftstheorie aus dem deutschsprachigen Raum haben ihre Dissertation und/oder Habilitationsschrift am IMW verfasst.

## Diplom- und Masterstudiengänge
Das IMW war an der Schaffung mehrerer Studiengänge federführend beteiligt. Bereits Ende der 1980 Jahr wurde in enger Zusammenarbeit insbesondere mit der Fakultät für Mathematik der Diplomstudiengang Wirtschaftsmathematik eingeführt. Seine Ausrichtung auf die Schnittstelle zwischen Mathematik und Volkswirtschaftslehre, ergänzt durch Informatik, schloss im deutschsprachigen Raum eine Lücke in der Ausbildung forschungsorientierter Volkswirte. Der 2013 ausgelaufene Diplomstudiengang wurde im Zuge des Bologna-Prozesses durch Bachelor- und Masterstudiengänge ersetzt.
Zusammen mit der Universität Paris I, der Autonomen Universität Barcelona und der Universität Venedig (Ca’Foscari) wurde der strukturierte Studiengang Models and Methods of Quantitative Economics (QEM) entwickelt, der von der Europäischen Union durch das Stipendienprogramm Erasmus Mundus mit über 600 000 Euro gefördert wird. Die Teilnehmer dieses seit dem Wintersemester 2006/07 angebotenen Masterstudiums absolvieren im Rahmen ihrer Ausbildung, die für eine anschließende Promotion vorbereiten soll, Aufenthalte an mindestens zwei Universitäten, die den Abschluss gemeinsam verleihen. Seit 2013 ist QEM in den forschungsorientierten Masterstudiengang Quantitative Economics (QE) integriert, der ausschließlich in Bielefeld angeboten wird.
Unter den bisherigen Kooperationen des Instituts sind die drei von Walter Trockel initiierten Austauschprogramme mit Universitäten in den USA zu erwähnen. Gefördert durch DAAD-Stipendien konnten pro Jahr sechs Bielefelder Studenten das erste Jahr der Doktorandenprogramme der University of Georgia in Athens (Georgia, bis 2004) und der Purdue University in West Lafayette (Indiana, bis 2007) absolvieren, darunter Dirk Krüger und Michèle Tertilt. Darüber hinaus existierte für einige Jahre ein Austausch mit der Arizona State University.

## Direktoren
- Carl Christian von Weizsäcker (* 1938), 1970–1973
- Reinhard Selten (1930–2016), 1973–1984
- Joachim Rosenmüller (* 1940), 1984–2002
- Walter Trockel (* 1944), 2002–2009
- Frank Riedel (* 1968), seit 2009

## Trivia
Auf Initiative von Professoren des Instituts verlieh die Fakultät für Wirtschaftswissenschaften der Universität Bielefeld zwei Forschern die Ehrendoktorwürde: Bereits 1989 wurde Reinhard Selten, eines der Gründungsmitglieder des IMW, geehrt; im Jahr 2004 erhielt Leonid Hurwicz diese Auszeichnung. Beide Wissenschaftler wurden später mit dem Nobelpreis für Wirtschaftswissenschaften ausgezeichnet (Selten 1994, Hurwicz 2007).